# Кубок Латвії з футболу 2021
Кубок Латвії з футболу 2021 — 27-й розіграш кубкового футбольного турніру в Латвії. Титул вдруге здобув РФШ.

## Календар
| Раунд        | Дата                     | Матчі | Клуби   |
| ------------ | ------------------------ | ----- | ------- |
| Перший раунд | 27 червня 2021           | 2     | 56 → 54 |
| Перший раунд | 3-4 липня 2021           | 14    | 54 → 40 |
| Другий раунд | 17-18 липня 2021         | 16    | 40 → 24 |
| Третій раунд | 31 липня - 1 серпня 2021 | 8     | 24 → 16 |
| 1/8 фіналу   | 7-9 серпня 2021          | 8     | 16 → 8  |
| 1/4 фіналу   | 22 серпня 2021           | 4     | 8 → 4   |
| 1/2 фіналу   | 19 вересня 2021          | 2     | 4 → 2   |
| Фінал        | 24 жовтня 2021           | 1     | 2 → 1   |

## 1/8 фіналу
| Команда 1          | Рахунок | Команда 2            |
| ------------------ | ------- | -------------------- |
| 7 серпня 2021      |         |                      |
| Спартакс (Юрмала)  | 0:1     | Даугавпілс           |
| Спекс (Рубене) (3) | 0:2     | Динамо (Рига) (2)    |
| Смілтене ДЮСШ (2)  | 0:3     | Лієпая               |
| 8 серпня 2021      |         |                      |
| Тукумс 2000 (2)    | 1:3     | Рига                 |
| Ауда (2)           | 3:1     | МЕТТА                |
| Резекне ДЮСШ (2)   | 0:3     | Альбатрос/Єлгава (2) |
| Валміера           | +:-*    | Ноа (Юрмала)         |
| 9 серпня 2021      |         |                      |
| Скансте (Рига) (3) | 0:2     | РФШ                  |

* - Ноа (Юрмала) відмовилась від участі у змаганні.

## 1/4 фіналу
| Команда 1      | Рахунок | Команда 2            |
| -------------- | ------- | -------------------- |
| 21 серпня 2021 |         |                      |
| РФШ            | 4:0     | Ауда (2)             |
| 22 серпня 2021 |         |                      |
| Лієпая         | 1:0 дч  | Даугавпілс           |
| Валміера       | 5:0     | Динамо (Рига) (2)    |
| Рига           | 3:0     | Альбатрос/Єлгава (2) |

## 1/2 фіналу
| Команда 1       | Рахунок | Команда 2 |
| --------------- | ------- | --------- |
| 19 вересня 2021 |         |           |
| РФШ             | 3:1 дч  | Рига      |
| Лієпая          | 2:0     | Валміера  |

## Фінал
| 24 жовтня 2021 14:00 (EEST) |

| РФШ         | 1:0      | Лієпая |
| ----------- | -------- | ------ |
| Віллела 14' | Протокол |        |

| Стадіон імені Яніса Даліньша, Валміера Глядачів: 0 Арбітр: Андріс Трейманіс |